# Al-Muqtafi
Abû `Abd Allah Al-Muqtafî li-'Amr Allah Muhammad ben 'Ahmad al-Mustazhir, surnommé Al-Muqtafî, est né en 1096. Son père était le vingt-huitième calife Al-Mustazhir. Il succède à son petit-neveu Ar-Râchid comme trente-et-unième calife abbasside de Bagdad en 1136. Il meurt en 1160. Son fils Al-Mustanjid lui succède au califat.

## Biographie
Le règne du Calife Al-Muqtafî commence sous la tutelle du Sultan Seldjoukide Mas`ûd qui le met sur le trône après avoir assiégé dans Bagdad le précédent calife, Ar-Râchid, qui refusait de lui obéir, et l'avoir fait déposer. Cependant, les querelles internes chez les Seldjoukides permettent à al-Muqtafî d'accroître l'étendue de son autorité sur tout l'Irak, alors qu'elle était réduite à Bagdad au début de son règne.
Après le décès des Mas`ûd (1152), deux prétendants au titre de Sultan d'Irak se succèdent :
- Malikchah III[3] de 1152 à 1153.
- Muhammad II[4], frère du précédent, de 1153 à 1159.

En 1156, Al-Muqtafî reconnaît Süleyman Chah, fils de Muhammad II, comme Sultan, à la condition que celui-ci respecte l'autonomie du Califat. Mais lorsque Suleïman Chah est battu par son père le Sultan en titre Muhammad II, Al-Muqtafî se retrouve assiégé dans Bagdad. Ce siège est levé après plusieurs mois, le Sultan ayant des problèmes plus pressants sur ses frontières orientales. Al-Muqtafî se retrouve en mesure de contrôler toutes les opérations militaires en Irak.
Al-Muqtafî retrouve cependant les bonnes grâces de Seldjoukides lorsque le Sultan épouse une de ses filles.

### Deuxième croisade
La croisade fait rage pendant cette période. Zengi, atabeg de Moussoul et d'Alep, est comblé d'honneurs du fait de sa bravoure. Une fois, cependant, il fait appel à l'aide de Bagdad : le Sultan et le Calife lui envoient 20 000 hommes en renfort.

### Fin du règne
En 1159/1160, le Sultan Muhammad II décède. Son fils, Süleyman Chah, lui succède comme Sultan Seldjoukide.
En 1160, le Calife Al-Muqtafî décède. Son fils Al-Mustanjid lui succède comme calife Abbasside.